# Кривчиково
Кривчиково — село в Кромском районе Орловской области России. Административный центр Кривчиковского сельского поселения.

## География
Село находится на берегу реки Ока, на расстоянии 9 км к северо-востоку от посёлка городского типа Кромы, административного центра района, и 32 км к юго-западу от города Орёл, административного центра области.

### Часовой пояс
Село Кривчиково, как и вся Орловская область, находится в часовой зоне МСК (московское время). Смещение применяемого времени относительно UTC составляет +3:00.

## Население
| 2002 | 2010 |
| ---- | ---- |
| 149  | ↘119 |

### Национальный состав
Согласно результатам переписи 2002 года, в национальной структуре населения русские составляли 98 % из 149 чел.